# Dan Gisen Malmquist
Dan "Gisen" Jörgen Malmquist, född 18 mars 1954 i Malmö, är en svensk klarinettist och kompositör.
Malmquist har sedan 1970-talet medverkat på ett stort antal musikalbum, dels som medlem i grupperna Birfilarna, Filarfolket, Neo minore, Trio UGB och Avadå Band, dels på  musikalbum med bland andra Maria Lindström, Christer Lundh och Mikael Wiehe. Han har också komponerat filmmusik.

## Diskografi i eget namn
- Vattenringar (Know How, 1991)
- Nattjus (Xource, 1997)
- Eldringen (MNW, 2000)
- Illusion (Tutl, 2008)